# Richard Fischer (Fußballspieler)
Richard Fischer (* 27. Jänner 1917; † Juni 1969) war ein österreichischer Fußballspieler.

## Spielerkarriere
Fischer spielte für den First Vienna FC zu Beginn als Tormann, danach als Stürmer – mit Unterbrechungen – von 1933 bis 1952.
Die Saison 1933/34, 1935/36 und 1936/37 spielte er in der seinerzeit erstklassigen und vom Wiener Fußball-Verband ausgerichteten I. Liga, die Saison 1937/38 in der Nationalliga.
Mit dem Anschluss Österreichs im März 1938 bestritt er fortan in der Gauliga Ostmark, in einer von 17, später auf 23 aufgestockten Gauligen zur Zeit des Nationalsozialismus als einheitlich höchste Spielklasse im Deutschen Reich, Punktspiele, zunächst von 1938 bis 1941, anschließend von 1941 bis 1944, in der Sportbereichsklasse Donau-Alpenland, die kriegsbedingt nach nur vier Spieltagen abgebrochen wurde.
Während seiner Vereinszugehörigkeit gewann er dreimal die Gaumeisterschaft Donau-Alpenland.
Aufgrund der Erfolge nahm er mit seiner Mannschaft auch entsprechend an den Endrunden um die Deutsche Meisterschaft teil und kam in insgesamt neun Spielen, in denen er sechs Tore erzielte, zum Einsatz. Sein Debüt gab er am 21. Juni 1942 beim 3:2-Halbfinal-Sieg bei Blau-Weiß 90 Berlin.
1942/43 erreichte er mit dem First Vienna FC das Spiel um Platz 3, das am 26. Juni 1943 im Berliner Poststadion jedoch mit 1:4 gegen Holstein Kiel verloren wurde, nachdem er zuvor vier Tore in den vorangegangenen vier Spielen erzielt hatte.
1943/44 bestritt er seine letzten drei Endrundenspiele, in denen er zwei Tore erzielte, bevor er mit seiner Mannschaft am 21. Mai 1944 im Viertelfinale mit 2:3 gegen den späteren Deutschen Meister Dresdner SC aus dem Bewerb ausschied.
In dem 1935 neu geschaffenen Pokalwettbewerb für Vereinsmannschaften um den Tschammerpokal wurde er 1938 und 1942 in jeweils zwei, 1943 in fünf Spielen eingesetzt. Sein Debüt am 6. November 1938, beim 6:0-Sieg des in Ausscheidungsrunden unterteilten Viertelfinales beim SK Admira Wien, krönte er sogleich mit vier Toren. Das Aus in diesem Wettbewerb ereilte ihn und seine Mannschaft bei der 1:3-Niederlage im Ausscheidungsspiel Altreich/Ostmark gegen den 1. FC Nürnberg. Am 9. August 1942 scheiterte er mit dem First Vienna FC in der 2. Runde mit 0:4 an der NSTG Falkenau. Seine letzten fünf Pokalspiele bestritt er 1943, in dem Jahr, in dem er auch den Pokal gewann. Dabei kam er in allen fünf Rundenspielen zum Einsatz und erzielte ebenso viele Tore; alle beim 14:0-Erstrunden-Sieg über die NSTG Brüx. Das am 31. Oktober in Stuttgart gegen den Luftwaffen-Sportverein Hamburg ausgetragene Finale wurde mit 3:2 nach Verlängerung gewonnen – Rudolf Noack gelang der Siegtreffer in der 113. Minute.
Nach dem Ende des Zweiten Weltkriegs kam er von 1945 bis 1948 in der Wiener Liga und noch einmal von 1950 bis 1952 in der Staatsliga zum Einsatz.
Nach 16 Spielzeiten für den First Vienna FC, eine Spielzeit (1934/35) für den drittklassigen Nußdorfer AC und zwei Spielzeiten (1948/49 und 1949/50) für den erstklassigen Floridsdorfer AC, beendete er 35-jährig seine 19 Jahre währende Fußballerkarriere. Er wurde am Sieveringer Friedhof bestattet. Das Grab ist bereits aufgelassen.

## Erfolge
- Tschammerpokal-Sieger 1943
- Zweiter der Deutschen Meisterschaft 1942
- Gaumeister Donau-Alpenland 1942, 1943, 1944

## Trainerkarriere
Den Verein, für den er 16 Saisonen bestritt, trainierte nach dem Ende seiner aktiven Fußballerkarriere von Juli 1958 bis Dezember 1959.